# Helge Klæstad
Helge Klæstad, född 6 december 1885, död 1965, var en norsk jurist.
Klæstad blev juris kandidat 1908, sekreterare i justitiedepartementet 1913, byråchef där 1918, byråchef i utrikesdepartementet 1921, juris doktor samma år och domare i Høyesteret 1929. Klæstad, som främst ägnade sig åt sjörätt och internationell privaträtt, anlitades många gånger som skiljedomare i mellanfolkliga tvister och var från 1929 medlem av mellanfolkliga skiljedomstolen i Haag. Han utgav även betydelsefulla avhandlingar i sjörätt: Bergning av skib (1917), Rederansvaret (1920) och Ansvarsfraskrivelse i befraktningsforhold (1924).